# 솔로몬 커트너

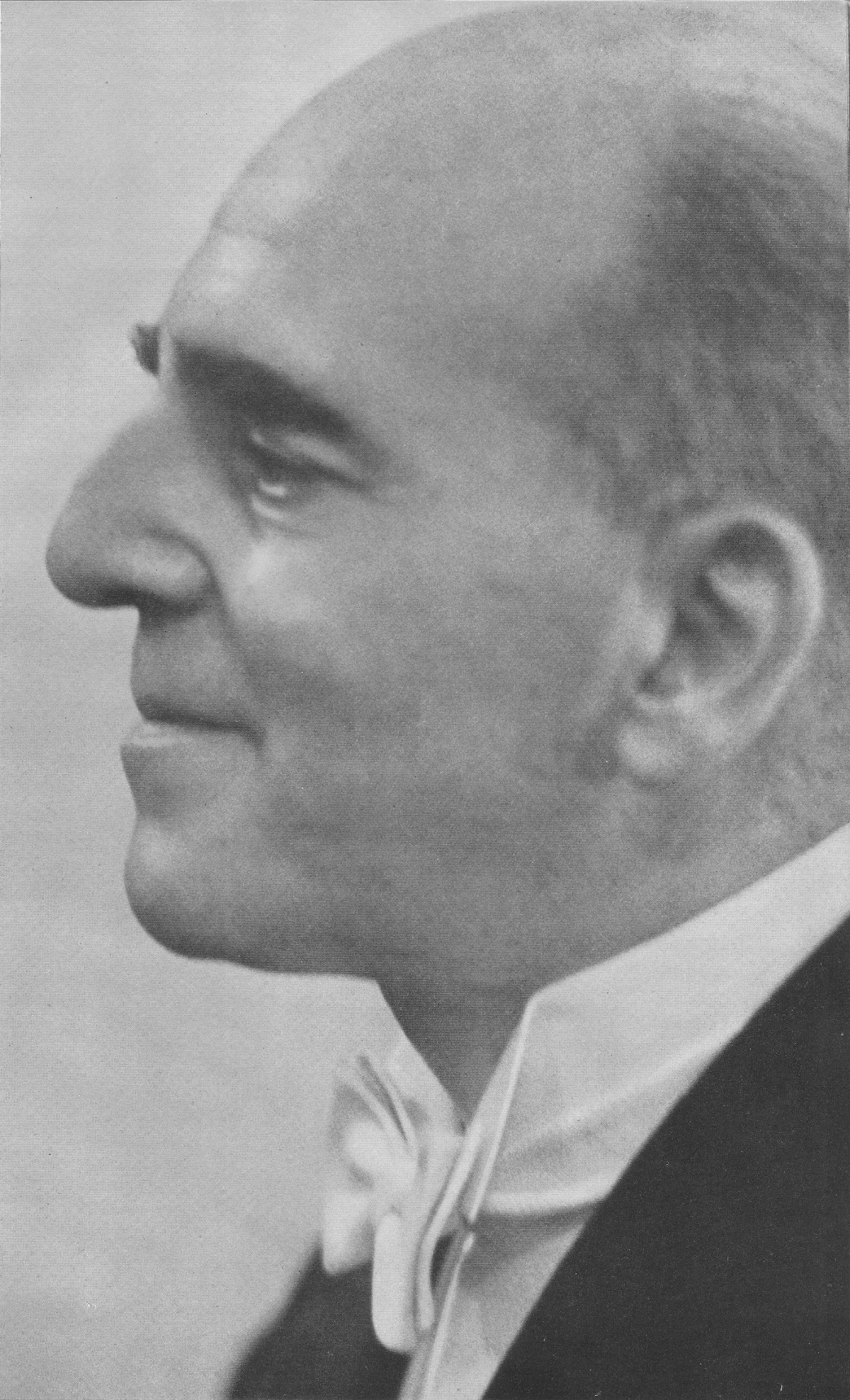

솔로몬 커트너(Solomon Cutner, CBE, 1902년 8월 9일 ~ 1988년 2월 2일)는 영국의 피아노 연주자이다.
런던에서 태어났다. 8세 때 차이콥스키의 협주곡을 연주하고 그 재능이 주목되었으며, 그 후 파리에서 라자르 레비(Lazare Lévy) 밑에서 공부하여 정식으로 데뷔하였다. 그 후 세계 각국에서 활약하고, 그 견실한 테크닉과 정통적 해석은 높이 평가되었다.
그는 1902년 런던 이스트엔드 에서 독일계 유대인과 폴란드계 유대인 혈통의 재단사의 일곱 번째 자녀로 태어났다. 그는 7살 때 정규 수업도 받지 못한 채 가족용 피아노로 1812년 서곡을 직접 편곡하면서 재능을 인정받은 신동이었다.
9세 때 버킹엄 궁전에서 영국 국왕 앞에서 연주를 보여 '신동 솔로몬'이라고 불린 이후, 성(姓)인 커트너를 쓰지 않고 '솔로몬'으로 통용되어 불렸다. 10대에 대중 공연에서 은퇴한 후 성인 연주자로서의 경력을 다시 시작했다. 그는 1929년부터 음반을 만들기 시작했다. 어렸을 때 그는 마틸드 베른(Mathilde Verne) 과 함께 살도록 보내졌다. 그 후 그는 파리에서 공부했다. 명성을 얻은 후, 그는 특히 제2차 세계 대전 이전, 도중, 직후에 미국과 호주에서 많은 소중한 독주회를 가졌을 때 많은 해외 여행을 했다. 그는 1939년 뉴욕 세계 박람회에서 아서 블리스(Arthur Bliss)의 B플랫 피아노 협주곡을 초연했다. 특히 전설적인 위치에 있는 베토벤 녹음으로 유명한 그는(그는 BBC에서 32개의 피아노 소나타 전곡을 방송했다), EMI 레코드를 위해 소나타 전곡을 녹음하던 중 뇌졸중을 겪었다. 1956년에 오른팔이 마비되었다. 그는 다시는 공개적으로 녹음하거나 공연하지 않았지만 32년을 더 살았다. 그의 모차르트, 슈만, 브람스의 피아노 작품 녹음도 높은 평가를 받고 있다. 그의 드뷔시, 바흐 및 슈베르트의 피아노 작품 녹음도 마찬가지로 높이 평가된다. 그는 1946년 대영제국 훈장 (CBE)을 받았다. 그는 1988년 런던에서 85세의 나이로 사망했다. 솔로몬의 첫 번째 녹음은 1929년 English Columbia 레이블에서 이루어졌다. 그는 나중에 HMV에 녹음했다. 그의 녹음 대부분은 EMI/Warner를 통해 직접 또는 Testament 레이블의 라이센스를 받아 컴팩트 디스크로 출시되었다. AllMusic의 브루스 에더(Bruce Eder)는 솔로몬이 1956년 뇌졸중이 시작되기 전에 몇 가지 작품을 스테레오로 녹음했지만 스테레오든 모노든 그의 녹음은 모두 들을 가치가 있다고 썼다. 그는 솔로몬 연주의 선명도, 음색의 아름다움, 상상력이 녹음 기술의 모든 단점을 극복했다고 했다. 그는 솔로몬이 베토벤의 월광 소나타를 연주한 것은 시적인 서정성과 자연스럽고 강요되지 않은 열정으로 유명하다고 덧붙였다.

## 서훈
- 1946년 대영 제국 훈장 3등급(CBE) 수훈[1]

## 참고 문헌